# Duplex (kommunikation)

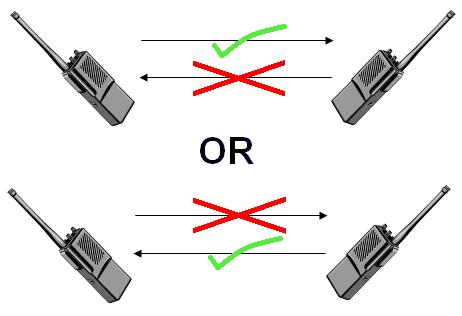
En illustration som visar halv-duplex. Kommunikation kan ske i båda riktningarna, men bara i en riktning i taget.

Duplex beskriver att telekommunikationen kan ske i två (duo) riktningar:
- Simplex - kommunikation kan bara ske i en riktning,[2] till exempel TV- och radio-sändningar.
- Halv-duplex - kommunikation kan ske i båda riktningarna men bara en riktning i taget,[3] till exempel kommunikationsradio.
- Full-duplex - kommunikation kan ske i båda riktningarna samtidigt, till exempel telefoni.